# François Stahly
François Stahly, né le 8 mars 1911 à Constance (Allemagne) et mort le 2 juillet 2006 à Meudon, est un sculpteur français appartenant à la nouvelle École de Paris.

## Biographie
Fils d'un père italien et d'une mère allemande, François Stahly passe de 1912 à 1931 sa jeunesse en Suisse, à Lugano, Winterthour et Zurich. Il fait dans une imprimerie son apprentissage de lithographe, fréquente dès 1926 la Kunstgewerbeschule de Winterthour où sont enseignés les principes du Bauhaus et l'École des Beaux-Arts de Zürich. 
S'installant à Paris, il est de 1931 à 1939 élève de Charles Malfray à l'Académie Ranson, où il rencontre Maillol et se lie avec Jean Le Moal, Jean Bertholle, Alfred Manessier, Zelman et Étienne Martin. Membre en 1936 du groupe Témoignage, animé à Lyon par Marcel Michaud, avec Le Moal, Bertholle et Étienne Martin, il reçoit une première commande pour le pavillon de la Femme à l'Exposition universelle de Paris en 1937, collaborant avec Fred Littmann. En 1940 il quitte Paris pour la communauté d'Oppède, dans la zone libre, où séjournent notamment Étienne Martin, Bernard Zehrfuss et Consuelo de Saint-Exupéry. À Marseille, il réalise alors avec Étienne Martin, Marcel Duchamp, Zehrfuss, Zelman et Max Ernst le décor de l' Eden Bar. 
Ayant rejoint en 1945 à Mortagne-au-Perche Étienne Martin et d'autres amis, François Stahly rédige des articles pour « Werk », « Graphis » et « Die Kunst », édités à Zurich et commence de collaborer avec des architectes, Pierre Pinsard, Paul Herbé, Jean Lecouteur, Bernard Zehrfuss et Jean Prouvé. Aidé de Henri-Pierre Roché, il installe en 1949 avec sa femme Claude, en transformant une orangerie, un atelier à Meudon et est l'un des membres du comité du « Salon de la Jeune Sculpture ». Jusqu'en 1960 il participe à l'enseignement Gurdjieff. Il enseigne ensuite jusqu'en 1965 à l'Université de Berkeley, en Californie, puis à Aspen (Colorado), Washington et Seattle et réalise de nombreuses œuvres à Los Angeles, New York, San Francisco et Seattle.
En 1966, François Stahly réalise plusieurs commandes officielles dont « Le Labyrinthe » de la faculté des Sciences de Jussieu (architecte Édouard Albert) dans le 5e arrondissement de Paris et la « Fontaine » du Parc Floral de Vincennes, puis crée avec ses enfants entre 1967 et 1970 le Parc forestier du Haut du Crestet dans le Vaucluse, ensemble d'habitations et d'ateliers (Ces ateliers sont inscrits au titre des monuments historiques depuis 1988). Il fait en 1969 don d'une partie de sa collection personnelle au Musée de Meudon. Après la maladie et la mort de Claude Stahly en 1973, avec l'aide de Parvine Curie, sa compagne depuis 1975, et le soutien du Ministère de la Culture, le Parc forestier reprend son activité en 1977, ses ateliers étant mis à la disposition de boursiers et de stagiaires. Ses ateliers sont inscrits au titre des monuments historiques, depuis 1988,.
François Stahly reçoit notamment le Grand Prix de la Biennale de Tokyo en 1965, le Grand Prix des Beaux-Arts de la Ville de Paris en 1972, le Grand Prix National de la Sculpture en 1979 et est élu membre de l’Académie des beaux-arts le 9 décembre 1992 au fauteuil de Nicolas Schöffer.
Il est enterré au cimetière des Longs Réages à Meudon.

## Œuvres dans des espaces publics

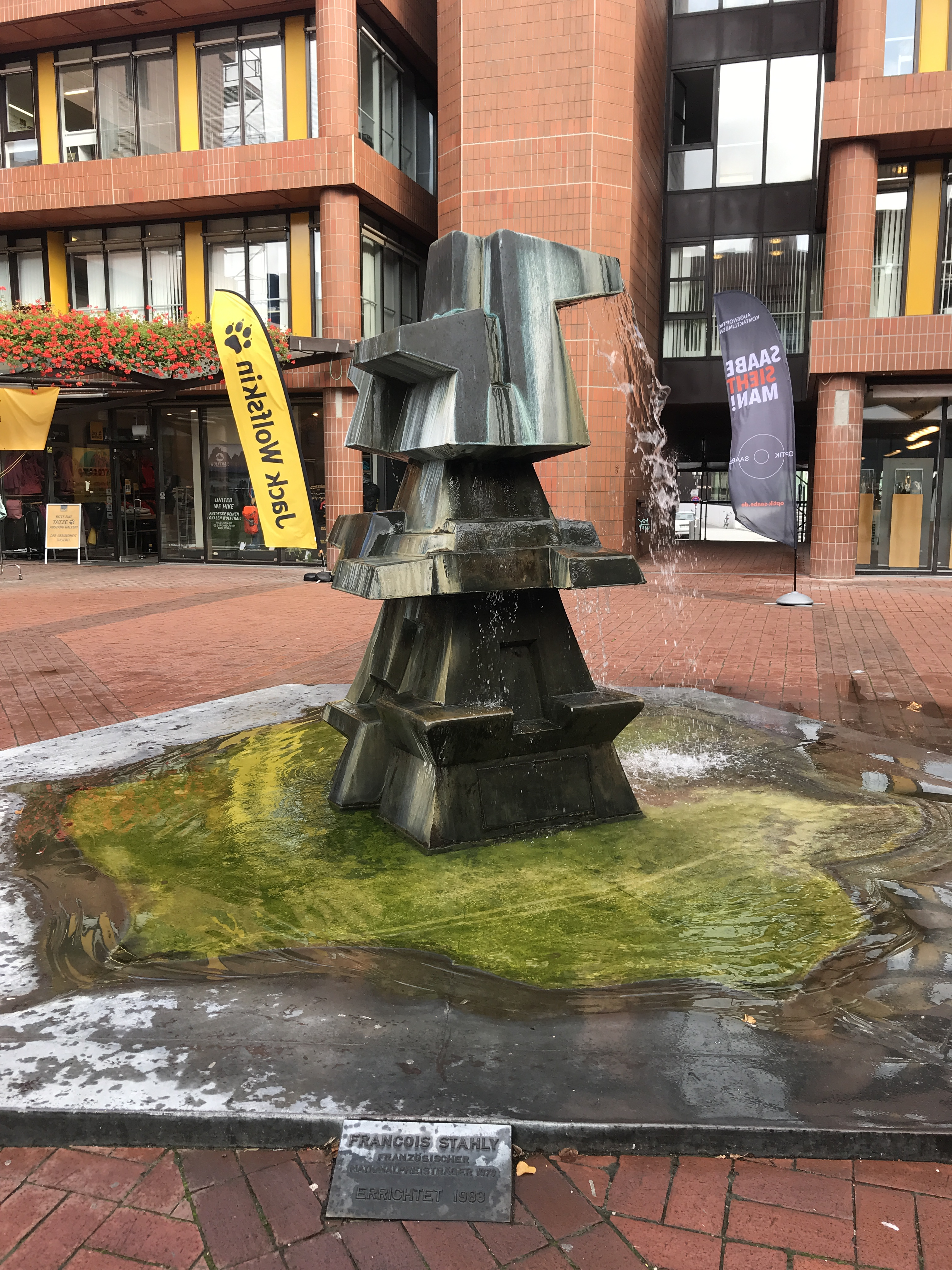
Aegidiimarkt (Münster, Allemagne), fontaine de François Stahly, 1981-1982

- 1937 : portique d'entrée, pavillon de la Femme, exposition universelle (Paris)
- 1940 : décor, Eden Bar (Marseille ; collaboration avec Bernard Zehrfuss, Max Ernst, Marcel Duchamp, Étienne-Martin)
- 1947 : autel et porte du tabernacle, abbatiale Notre-Dame-de-Grâce (Bricquebec-en-Cotentin ; collaboration avec Étienne-Martin)
- 1952-1956 : Vitrail-relief, Église Saint-Remy (Baccarat ; verrières en dalles de cristal de Baccarat ; collaboration avec Étienne-Martin, Antoine Poncet, Jacques Delahaye, Claude Idoux, Lenormand, Paul Reynard, Denise Chesnay[4])
- 1953-1954 : rosace, église de La Vallée-au-Blé (Aisne ; collaboration avec Étienne-Martin et Claude Idoux)
- 1955 : façade, pavillon de Paris Match, exposition de l'habitation, salon des arts ménagers (Paris ; collaboration avec Étienne-Martin et Denise Chesnay)
- 1955-1958 : plafond et mur-relief, chapelle du Saint-Sacrement, pavillon du Vatican, exposition universelle (Bruxelles, Belgique ; collaboration avec Alberto Giacometti, Étienne-Martin, Giselle Pinsard, Swoboda, Véra Pagava)
- 1955-1960 : Cinq Chaînes d'eau, basilique du Sacré-Cœur de Montmartre (Paris)
- 1955-1960 : Signal, autoroute A6 (Arcueil)
- 1956-1960 : fontaine, centre commercial des Courtilles (Asnières-sur-Seine)
- 1957-1961 : Sculptures, parc du château de Madame du Barry (Louveciennes)
- 1960 : Astre II, Faculté de pharmacie (Paris)
- 1961 : Les Oiseaux Flammes[5], université Stanford (Palo Alto, États-Unis)
- 1961-1962 : fontaine, immeuble de la Kaiser Steel (en) (Fontana, États-Unis)
- 1961-1962 : fontaine[6], cour du Cornish Playhouse, Civic Center (en) (Seattle, États-Unis)
- 1961-1964 : fontaine des Quatre Saisons, Sydney Walton Square (en) (San Francisco, États-Unis)
- 1962-1963 : fontaine, jardin de l'université (Saint-Gall, Suisse)
- 1962-1963 : Portiques ou l'Écho de la Forêt[7], grand hall de la maison de la Radio (Paris)
- 1962-1968 : Grande Fleur IV, lycée professionnel Voltaire (Wingles)
- 1964 : Les Grandes Fleurs, maison des jeunes et de la culture (Colombes)
- 1964 : Signal, centre commercial (Hayward, États-Unis)
- 1964-1965 : fontaine, résidence Salmon, cours des Longs-Prés, ensemble résidentiel du Point-du-Jour (Boulogne-Billancourt)
- 1965 : Fête[8], Stemmons Tower International Sculpture Garden (Dallas, États-Unis)
- 1965 : La Licorne[5], université Stanford (Palo Alto, États-Unis)
- 1965-1966 : Arbre-méandre I, banque Itau (São Paulo, Brésil)
- 1965-1966 : La Pyramide, école normale supérieure (Paris)
- 1965-1966 : Méandre[8], 1617 Hi Line Drive (Dallas, États-Unis)
- 1965-1968 : Le Labyrinthe[9], campus de Jussieu (Paris)
- 1966-1968 : Delta, lycée polyvalent Montesquieu (Le Plessis-Robinson)
- 1966-1969 : Arbre-Méandre, lycée polyvalent Nelson-Montesquieu (Poitiers)
- 1966-1975 : Mur-relief, lycée Pierre-et-Marie-Curie (Château-Gontier)
- 1967-1968 : fontaine, parc floral (Paris)
- 1968-1970 : fontaine, Comédie (Reims)
- 1969-1974 : Jardin labyrinthique[10], Empire State Plaza (Albany, États-Unis)
- 1970-1971 : Cheminée, Front-de-Seine (Paris)
- 1970-1972 : Le Portique des Gémeaux, atelier de Claude et François Stahly (Crestet)
- 1972-1973 : Jardin-labyrinthe, université (Poitiers)
- 1973 : Le Totem, université (Pau)
- 1974 : Le Grand Aimant, bibliothèque de l'IUT (Rennes)
- 1977 : décor, patinoire (Vitry-sur-Seine ; détruite en 2003[11])
- 1980 : stèle, musée d'art et d'histoire de Meudon
- 1980-1981 : Pierre totémique, Lycée Polyvalent Montmajour (Arles)
- 1981-1982 : fontaine, place de l'Éperon (Le Mans)
- 1981-1982 : fontaine, Aegidiimarkt (de) (Münster, Allemagne)
- 1981-1984 : sculpture, toit de la tour de la Vigie, Le Cap d'Agde (Agde)
- 1984 : Hommage aux hommes de la mer perdus aux quatre vents de la Méditerranée, (Cadaqués, Espagne)

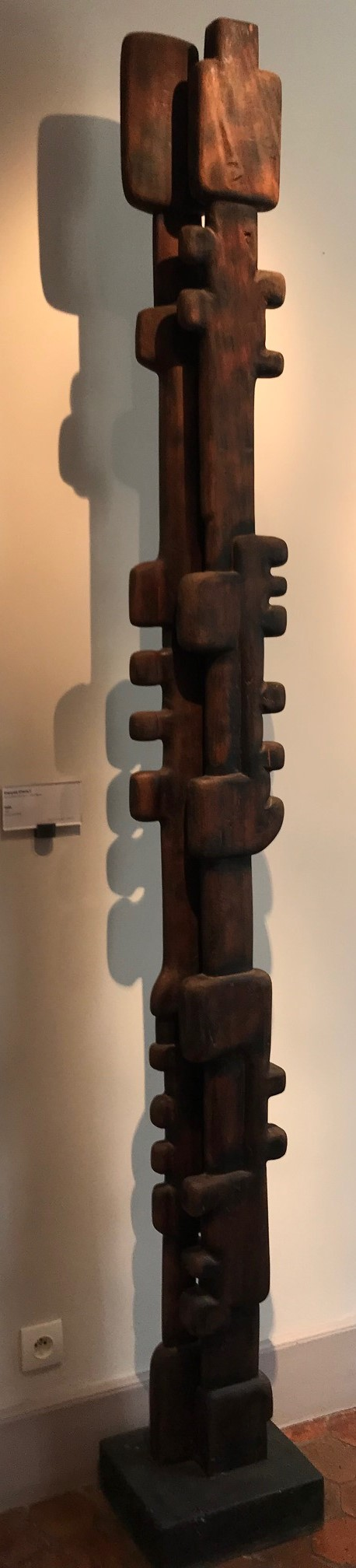
Stèle, 1980, bois, Musée d'art et d'histoire de Meudon

### Œuvres dans les musées
- Brésil
  - Musée d'Art Contemporain de l'Université de Saô-Paulo (Fête)

- États-Unis
  - Musée de l'université Stanford
  - Art Center de Dallas
  - Musée de Seattle (Forêt de Tacoma, 1962)
  - Governor Nelson A. Rockefeller Empire State Plaza Art Collection, Albany, NY

- France
  - Fonds national d'art contemporain, Paris
  - Fonds régional d'art contemporain d'Île-de-France
  - Musée national d'art moderne, Paris
  - Musée en plein air, quai Saint-Bernard, Paris
  - Musée d'art et d'histoire de Meudon
  - Musée du Havre
  - Musée de l'Annonciade, Saint-Tropez
  - Musée des beaux arts de Dijon, Dijon

- Italie
  - Musée Cidonio, Pietra Santa ;
  - Musée Heuraux, Querceta, Lac Trasimène.

- Japon : 
  - Musée d'Art Moderne de Toyo (Vénus, 1965)

- Macédoine du nord : 
  - Musée de Skopje (Le Poisson, 1959)

- Royaume-Uni 
  - Tate Gallery, Londres

- Suisse
  - Fondation Pierre Gianadda, Martigny (Colonne croissance, 1967-1968, serpentine, H. 3,50 m, œuvre unique)
  - Kunsthaus Zurich
  - Musée de Frauenfeld
  - Musée de Winterthur

### Filmographie
- François Stahly, entretien avec Alain Vollerin, Mémoire des Arts, Lyon, 1989 (53 minutes).
- François Stahly, entretien avec Claude Guibert, Encyclopédie audiovisuelle de l'art contemporain, 1995 (13 minutes).

### Archives
- Fonds : François Stahly (1909-2016) [archives écrites, photographiques et audiovisuelles].  Cote : STA. Paris : Bibliothèque Kandinsky, Centre Pompidou (présentation en ligne)..
- Fonds de lettres, photographies au Musée d'art et d'histoire de Meudon.
- (fr) « François Stahly » sur le site officiel de l'Académie des beaux-arts.